# Malesië

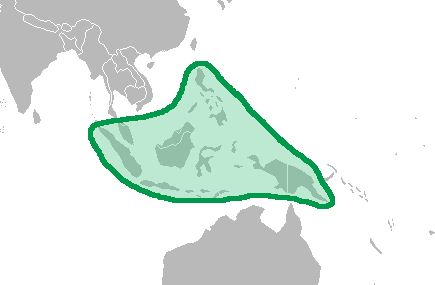
Malesië

Malesië is een fytogeografische regio op de grens tussen de Oriëntaalse ecozone en de Australaziatische ecozone. Het gebied omvat Maleisië, Singapore, Indonesië, Brunei, de Filipijnen, Oost-Timor en Papoea-Nieuw-Guinea met inbegrip van de Bismarck-archipel.
De natuurlijke vegetatie van het gebied is overwegend tropisch regenwoud.

## Biogeografie
Malesië kan aan de hand van de samenstelling van flora en fauna ruwweg worden ingedeeld in vier delen:
- Het westelijke deel omvat Malakka en de eilanden Sumatra, Java, Bali en Borneo. Deze eilanden liggen op het ondiepe Aziatische continentaal plat en waren tijdens de ijstijden met het vasteland verbonden. Het gebied staat ook wel bekend als Sundaland. Plant- en diersoorten uit het Oriëntaals gebied zijn hier dominant. De oostelijke grens van Sundaland wordt de Wallacelijn genoemd, naar de Britse wetenschapper Alfred Russel Wallace (1823-1913), die de grens als eerste opmerkte. Deze scherpe overgang is vooral duidelijk in de fauna.

- De eilanden tussen Sundaland en Nieuw-Guinea, Wallacea genaamd, zijn nooit met het vasteland verbonden geweest en hebben een flora en fauna met zowel Oriëntaalse als Australaziatische elementen.

- Uiterst oostelijke ligt het grote eiland Nieuw-Guinea en de Aru-eilanden op het continentaal plat van Australië. Dit gebied bezit veel elementen van de Antarctische flora, waaronder de familie Nothofagaceae en het geslacht Eucalyptus.

- Ook de Filipijnen zijn nooit met het Aziatische vasteland verbonden geweest. Deze eilanden hebben een flora die afkomstig is uit Azië, met enkele Australaziatische elementen, en een zeer aparte zoogdierenfauna.

## Flora
Malesië was aanvankelijk gedefinieerd als floristische provincie, gebaseerd op een gemeenschappelijke tropische flora afkomstig van Azië, maar verrijkt met elementen van het Antarctische floristische koninkrijk, waaronder verscheidene soorten van de zuidelijke coniferenfamiles Podocarpaceae en de apenboomfamilie (Araucariaceae).
Het is een gebied met een uitzonderlijke rijkdom aan plantenfamilies en -geslachten. Vooral de orchideeënfamilie (Orchidaceae) is ruim vertegenwoordigd, met ongeveer 6.000 soorten uit 200 geslachten, met als belangrijkste Bulbophyllum en Dendrobium.
Wat bomen betreft zijn vooral de mirtefamilie (Myrtaceae), de vlinderbloemenfamilie (Fabaceae), de laurierfamilie (Lauraceae), de palmenfamilie (Palmae), de moerbeifamilie (Moraceae) en de families Dipterocarpaceae, Myristicaceae, Sapotaceae en Annonaceae aanwezig.
De soortenrijkste geslachten zijn hier Eugenia, Ficus en Elaeocarpus, elk met meer dan 400 soorten.

## Vegetatie
De natuurlijke vegetatie in de streek is overwegend tropisch regenwoud, onder te verdelen in laaglandregenwoud (tot 1.200 m), bergregenwoud (1.200-2.500 m) en het nevelwoud (2.500m en hoger).
Op basis van de plantengroei kan men verder in het gebied ook het regenwoud op kalksteenbodem, op ultrabasische gesteente, 'heath forests' op podzolbodem, mangrove en moerasregenwouden onderscheiden.
Ten slotte zijn er ook nog de bladverliezende moessonregenwouden, in gebieden met een uitgesproken droogteseizoen.